# Châtillon-sur-Broué
Châtillon-sur-Broué és un municipi francès, situat al departament del Marne i a la regió del Gran Est. L'any 2007 tenia 62 habitants.

## Demografia

### Població
El 2007 la població de fet de Châtillon-sur-Broué era de 62 persones. Hi havia 28 famílies, de les quals 4 eren unipersonals (4 homes vivint sols), 16 parelles sense fills i 8 parelles amb fills.
La població ha evolucionat segons el següent gràfic:
Habitants censats

### Habitatges
El 2007 hi havia 90 habitatges, 27 eren l'habitatge principal de la família, 61 eren segones residències i 2 estaven desocupats. 47 eren cases i 1 era un apartament. Dels 27 habitatges principals, 23 estaven ocupats pels seus propietaris i 4 estaven llogats i ocupats pels llogaters; 1 tenia dues cambres, 1 en tenia tres, 10 en tenien quatre i 15 en tenien cinc o més. 27 habitatges disposaven pel capbaix d'una plaça de pàrquing. A 6 habitatges hi havia un automòbil i a 19 n'hi havia dos o més.

### Piràmide de població
La piràmide de població per edats i sexe el 2009 era:
| Homes | Edats   | Dones |
| ----- | ------- | ----- |
| 0     | 95 o +  | 0     |
| 0     | 90 a 94 | 0     |
| 0     | 85 a 89 | 0     |
| 0     | 80 a 84 | 0     |
| 4     | 75 a 79 | 4     |
| 4     | 70 a 74 | 4     |
| 0     | 65 a 69 | 4     |
| 0     | 60 a 64 | 0     |
| 0     | 55 a 59 | 0     |
| 0     | 50 a 54 | 0     |
| 4     | 45 a 49 | 8     |
| 0     | 40 a 44 | 0     |
| 4     | 35 a 39 | 0     |
| 8     | 30 a 34 | 4     |
| 0     | 25 a 29 | 0     |
| 0     | 20 a 24 | 4     |
| 4     | 15 a 19 | 0     |
| 0     | 10 a 14 | 0     |
| 8     | 5 a 9   | 0     |
| 0     | 0 a 4   | 0     |

## Economia
El 2007 la població en edat de treballar era de 45 persones, 29 eren actives i 16 eren inactives. De les 29 persones actives 27 estaven ocupades (12 homes i 15 dones) i 2 estaven aturades (2 dones i 2 dones). De les 16 persones inactives 7 estaven jubilades, 5 estaven estudiant i 4 estaven classificades com a «altres inactius».
Activitats econòmiques
Dels 4 establiments que hi havia el 2007, 1 era d'una empresa de construcció, 1 d'una empresa de comerç i reparació d'automòbils i 2 d'empreses d'hostatgeria i restauració.
L'únic servei als particulars que hi havia el 2009 era una empresa de construcció.
L'any 2000 a Châtillon-sur-Broué hi havia 6 explotacions agrícoles.

## Poblacions més properes
El següent diagrama mostra les poblacions més properes.